# Victor Fajardo (província)
Victor Fajardo é uma província do Peru localizada na região de Ayacucho. Sua capital é a cidade de Huancapi.

## Distritos da província
- Alcamenca
- Apongo
- Asquipata
- Canaria
- Cayara
- Colca
- Huamanquiquia
- Huancapi
- Huancaraylla
- Huaya
- Sarhua
- Vilcanchos